# Chantal Martínez
Chantal "La Fiera" Martínez, sinh ra là Chantal Liseth Martínez Rodriguez (sinh ngày 28 tháng 12 năm 1990), là một nhà vô địch quyền anh siêu bantamweight người Panama, thuộc Hiệp hội Quyền anh Thế giới.

## Tiểu sử
Chantal Martínez sinh tại David, Panama vào ngày 28 tháng 12 năm 1990 và bắt đầu boxing lúc 10 tuổi. Cô bắt đầu sự nghiệp chuyên nghiệp vào ngày 15 tháng 7 năm 2006 tại El Valle de Antón, nơi cô thua trận đầu tiên với Carolina Alvarez của Venezuela và một lần nữa vào ngày 29 Tháng mười hai. Vào ngày 27 tháng 4 năm 2007, cô giành chiến thắng đầu tiên chống lại Juseth Araúz ở thành phố Panama.
Vào tháng 4 năm 2011, Martínez đã giành được giải vô địch siêu bantamweight 122 bảng Anh của Hiệp hội Quyền anh Thế giới sau khi đánh bại Trinidadian Lisa Brown. Vào tháng 6 năm đó, cô đã bảo vệ danh hiệu và đánh bại đồng nghiệp Paulina Cardona của Panama. Vào tháng 9, cô lại bảo vệ thành công danh hiệu của mình bằng cách đánh bại Dominican Marilyn La Cachorrita Hernández, một cuộc chiến mà Romina Arroyo của Argentina đã lên án.
Sau hai năm và ba tháng gián đoạn bắt đầu vào ngày 20 tháng 4 năm 2013 (ngày đó bị đánh bại bởi Alicia Ashley), Martínez trở lại sân khấu đấm bốc để thách đấu Liliana Palmera.

## Trích dẫn
1. 1 2 3 4  "Chanttall Martinez". boxrec.com. BoxRec. Truy cập ngày 6 tháng 11 năm 2017.
2. ↑  "SHANTAL MARTINEZ". wban.org. Women Boxing Archive Network. Bản gốc lưu trữ ngày 10 tháng 10 năm 2011. Truy cập ngày 30 tháng 9 năm 2011.
3. ↑  Aparicio, Gustavo. "'La Fiera' sacó la cara por Panamá". Día a Día. Bản gốc lưu trữ ngày 7 tháng 4 năm 2011. Truy cập ngày 30 tháng 9 năm 2011.{{Chú thích web}}:  Quản lý CS1: bot: trạng thái URL ban đầu không rõ (liên kết)
4. ↑  "Chantal "La Fiera" Martínez se preprara para próxima pelea". telemetro.com (bằng tiếng Tây Ban Nha). ngày 1 tháng 6 năm 2011. Bản gốc lưu trữ ngày 11 tháng 9 năm 2012. Truy cập ngày 30 tháng 9 năm 2011.
5. ↑  Omaña, Joniel (ngày 9 tháng 9 năm 2011). "'La Fiera' retiene título súper gallo". Diario La Prensa. Bản gốc lưu trữ ngày 19 tháng 10 năm 2011. Truy cập ngày 6 tháng 7 năm 2018.
6. ↑  Caballero, Elmer M. (ngày 21 tháng 6 năm 2015). ""La Fiera" Martínez ya dejó de hibernar". La Estrella de Panama (bằng tiếng Tây Ban Nha). Truy cập ngày 8 tháng 11 năm 2017.[liên kết hỏng]